# Mir (schip, 1987)
De Mir (Russisch: Мир, "vrede" of "wereld") is een Russische driemaster. Het schip is gebouwd in 1987 op de scheepswerf van Gdańsk in Polen. Het schip wordt gebruikt voor zeiltrainingen door de staatshogeschool voor zee-ingenieurs in Sint-Petersburg. Daarnaast wordt het ingezet voor opleidingen in de maritieme wetenschappen en oceanografie.
De Mir staat bekend als een van de snelste windjammers in haar klasse en heeft vele overwinningen op haar naam staan. De Mir is uitgerust met een volledige ziekenzaal, met chirurg. Het schip heeft geen lieren of winches aan boord, er wordt dus traditioneel gezeild.
Zusterschepen van de Mir zijn Dar Młodzieży (1982), Druzhba (1987), Khersones (1988), Pallada (1983) en Nasheba (1992).

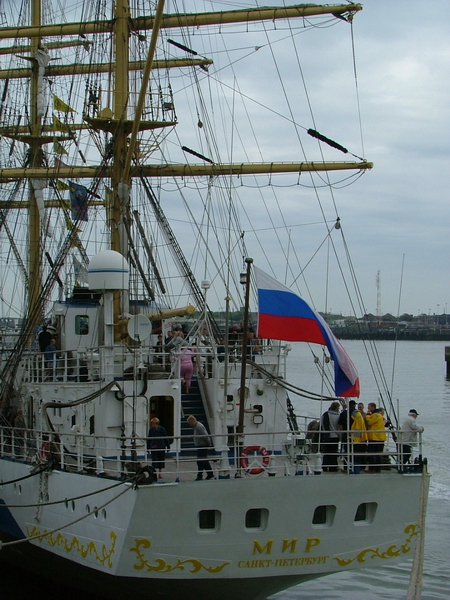

## Algemene informatie
| Scheepstype        | Driemastvolschip        |
| Thuishaven         | Sint-Petersburg         |
| Bouwjaar           | 1987                    |
| Tonnage            | 2395 BRT                |
| Lengte             | 109,40 m                |
| Breedte            | 13,90 m                 |
| Diepgang           | 6,40 m                  |
| Max. zeiloppervlak | 2771 m²                 |
| Masthoogte         | 50,10 m                 |
| Bemanning          | 55 koppen + 96 cadetten |